# Helianthemum lippii
Helianthemum lippii,  es una especie  de planta fanerógama del género Helianthemum, perteneciente a la familia de las cistáceas.   

## Descripción
Es un arbusto muy ramificado, que alcanza un tamaño  de hasta 60 cm de altura; ramas rígidas, por lo general fuertemente inclinadas (en seco) y de apariencia blanquecina. Hojas muy variables (según la temporada), de 5-15 x 1-5 mm, obovadas-lanceoladas o elípticas a linear-lanceoladas, de color blanco-pubescente, de revoluta a casi crasa en los márgenes. Inflorescencia simple en forma de horquilla, con 6-12 flores en cada rama, a menudo laxa. Flores pequeñas, sésiles, de 2 mm de largo, con pétalos de color amarillento; igual o ligeramente superior a los sépalos. Cápsula pequeña, incluida dentro del cáliz, vellosa o pubescentes, ovadas, muchos sin semillas.

## Distribución
Se distribuye por el sur de Italia, Norte de África, Palestina, Siria, Irak, Arabia, Irán y sur de Pakistán.

## Taxonomía
Helianthemum lippii fue descrita por (L.) Dum.Cours. y publicado en Bot. Cult. 3: 130 1802.
Etimología
Helianthemum: nombre genérico que deriva del griego antiguo  Ἥλιος (Helios), "el Sol" y  ανθεμοζ, ον (anthemos, on), "florecido", pues las flores solo se abren con el calor del sol (necesitan una temperatura superior a 20 °C para desplegar sus pétalos) y tienen un cierto fototropismo positivo. Ciertos nombres vernáculos en castellano, tales como Mirasol, corroborarían esta interpretación. Autores sostienen que su nombre es debido a la semejanza de las flores amarillas con el astro solar; sin embargo muchas especies son blancas, anaranjadas, rosadas o purpúreas, lo que no encuadra con esta interpretación. Otros por el afecto que tendría el género por los sitios soleados...
lippii: epíteto
Sinonimia
- Cistus lippii L.
- Helianthemum albicans Ehrenb. ex Willk.
- Helianthemum ehrenbergii Willk.[2]